# Строевка (Харьковская область)
Строевка (укр. Строївка) — село в Двуречанской поселковой общине Купянского района Харьковщины Украины.

## Общие сведения
Население по переписи 2001 года составляет 31 (10/21 м/ж) человек.

## Географическое положение
Село Строевка находится в верховьях балки Дедов Яр, на расстоянии в 4 км от реки Оскол (правый берег), в 3 км от села Тополи и в 1 км от границы с Россией. К селу примыкает несколько небольших лесных массивов урочище Ботиково, урочище Редкодубка, урочище Закурдайка, урочище Яружко (дуб).

## История
- 1899 — дата основания.

## Экономика
- Пограничный переход «Песчанка-Строевка».